# Monanthotaxis buchananii
Monanthotaxis buchananii R.E.Fr. – gatunek rośliny z rodziny flaszowcowatych (Annonaceae Juss.). Występuje naturalnie w Czadzie, Republice Środkowoafrykańskiej, Sudanie Południowym, Ugandzie, Kenii, Tanzanii, Zambii, Malawi oraz Mozambiku. 

## Morfologia
PokrójZimozielone małe drzewo, krzew lub zdrewniałe liany dorastające do 1,5–6 m wysokości.
LiścieMają kształt od eliptycznego do podłużnego lub lancetowatego. Mierzą 5–9,5 cm długości oraz 1,5–3 cm szerokości. Nasada liścia jest od klinowej do zaokrąglonej. Blaszka liściowa jest o zaokrąglonym wierzchołku. Ogonek liściowy jest nagi i dorasta do 2–5 mm długości.
KwiatySą pojedyncze lub zebrane po 2–4 w pęczki, rozwijają się w kątach pędów. Działki kielicha mają owalnie trójkątny kształt, są owłosione od zewnętrznej strony i dorastają do 1–2 mm długości. Płatki mają owalny kształt i żółtą barwę, są owłosione, osiągają do 4–5 mm długości. Kwiaty mają około 12–18 pręcików i 9–20 owłosionych owocolistków o jajowato elipsoidalnym kształcie i długości 2 mm.
OwocePojedyncze mają kształt od jajowatego do cylindrycznego, zebrane po 2–11 w owoc zbiorowy. Są osadzone na szypułkach. Osiągają 5–9 mm długości i 4–5 mm szerokości. Mają barwę od czerwonej do pomarańczowej.

## Biologia i ekologia
Rośnie w nizinnych wiecznie zielonych lasach, w zaroślach na wzgórzach i brzegach rzek oraz na pastwiskach z rozproszonymi drzewami. Dobrze rośnie na terenach skalistych i z dobrze przepuszczalnym podłożem. Występuje na wysokości od 100 do 1290 m n.p.m.